# Miss England (lancha rápida)
Miss England' fue el nombre que se aplicó a una serie de lanchas rápidas utilizadas por Henry Segrave y Kaye Don para competir por el récord mundial de velocidad náutico en los años 1920 y 1930.
 
- Miss England I
- Miss England II
- Miss England III